# 퍼플 선셋
《퍼플 선셋》(중국어: 紫日, 영어: Purple Sunset)는 2001년에 개봉된 중국의 전쟁 영화이다.

## 출연자
- 푸다이룽 (양 역)
- 마에다 지에 (아키요코 역)
- 안나 제닐라로바 (나디야 역)